# Tim Hill
Timothy Joseph Hill, detto Tim (Minneapolis, 31 maggio 1958), è un regista statunitense.
Ha diretto vari film d'animazione tra i quali sono presenti I Muppets venuti dallo spazio, Max Keeble alla riscossa, Garfield 2, Alvin Superstar, Hop e SpongeBob - Amici in fuga.

## Filmografia
- I Muppets venuti dallo spazio (1999)
- Max Keeble alla riscossa (2001)
- Garfield 2 (2006)
- Alvin Superstar (2007)
- Hop (2011)
- Grumpy Cat's Worst Christmas Ever – film TV (2014)
- Nonno questa volta è guerra (The War with Grandpa) (2020)
- SpongeBob - Amici in fuga (The SpongeBob Movie: Sponge on the Run) (2020)